# Berufsgenossenschaftliche Unfallklinik Murnau
Die Berufsgenossenschaftliche Unfallklinik Murnau (BG Unfallklinik Murnau) ist eine große Unfallklinik der Berufsgenossenschaften in Murnau am Staffelsee im Landkreis Garmisch-Partenkirchen. Das Akademische Lehrkrankenhaus der Technischen Universität München und der Paracelsus Medizinischen Privatuniversität (PMU) Salzburg ist Schwerpunktversorger im Bereich Traumatologie (Unfallmedizin) im südbayerischen Raum.

## Geschichte

### Ausgangssituation
Die Berufsgenossenschaften wurden im Jahr 1884 im Zuge der Einführung der gesetzlichen Unfallversicherungen durch Reichskanzler Bismarck gegründet. Ziel der Berufsgenossenschaften war seit je her präventive Verhütung von Arbeitsunfällen und -krankheiten, wie auch die Rehabilitation „mit allen geeigneten Mitteln“ nach eventuellen Versicherungsfällen.
Zur Erfüllung dieser Aufgabe wurde sehr schnell klar, dass dies nicht ohne eigene Einrichtungen des Gesundheitswesens möglich wäre. So wurde bereits 1890 das heutige Unfallkrankenhaus „Bergmannsheil“ in Bochum eingeweiht.
Vermutlich 1926 wurde in Hohenaschau im Chiemgau ein „Übungslager Hohenaschau für erholungsbedürftige und verletzte Jungarbeiter u. Lehrlinge“ gegründet. Dieses wurde spätestens 1948 an die Berufsgenossenschaften übergeben. Da diese nun „Berufsgenossenschaftliche Sonderstation zur Behandlung und Berufsfürsorge für Unfallverletzte“ genannte Klinik sehr schnell an ihre Leistungsgrenze kam, wurde nach dem Standort für eine neu zu bauende Klinik gesucht.

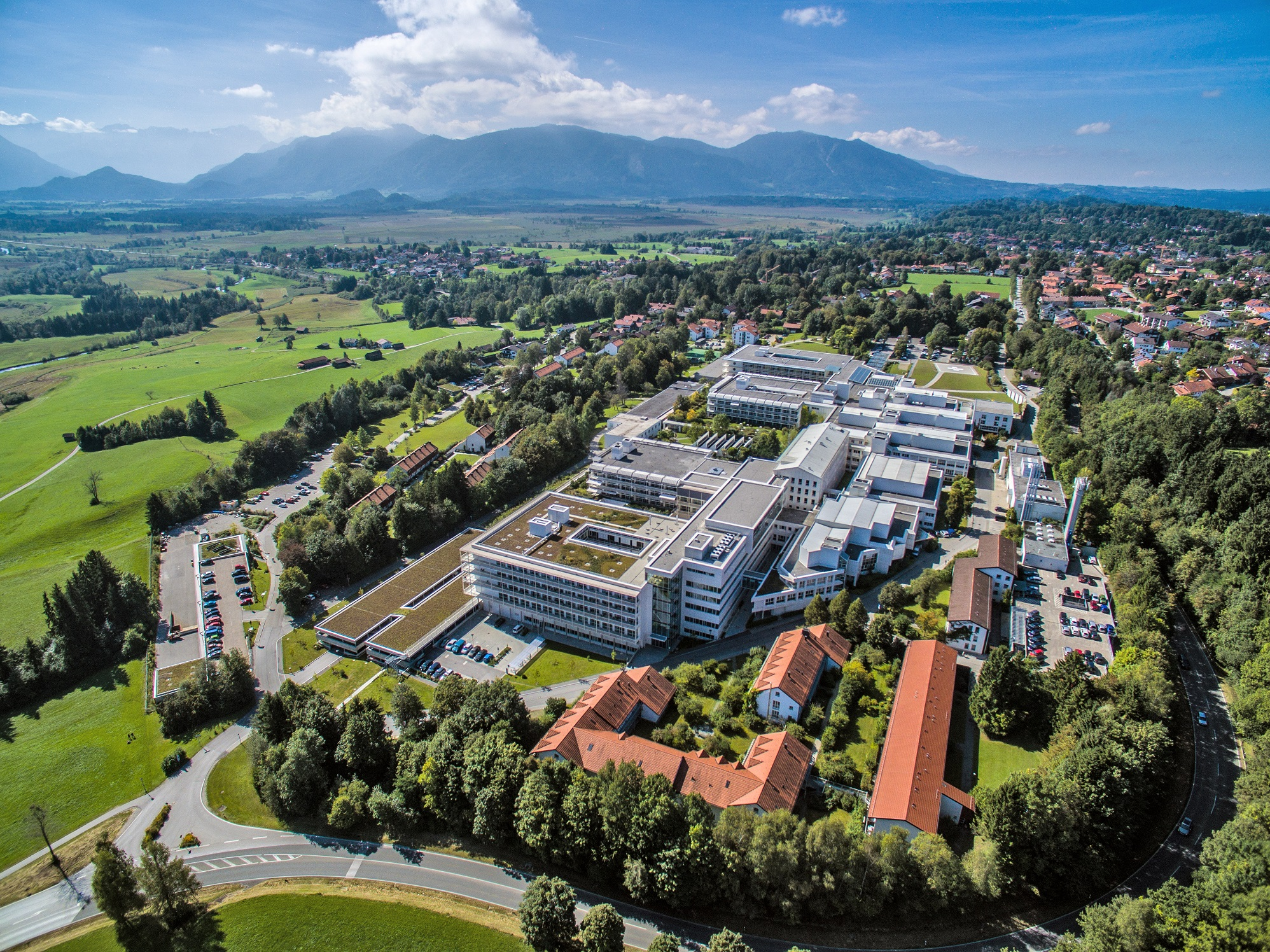
Die BG Unfallklinik Murnau von oben

### 1950–1967
Da das geplante Bauvorhaben die finanziellen Mittel einer Berufsgenossenschaft deutlich überstieg, wurde am 19. September 1950 der Verein „Berufsgenossenschaftliche Unfallfürsorge e. V.“ gegründet, in welchem alle Berufsgenossenschaften vereint als Träger auftraten. Am 25. Februar 1953 konnte das damals noch „Hermann-Schramm-Haus – Berufsgenossenschaftliches Unfallkrankenhaus mit Sonderstation“ genannte Murnauer Unfallkrankenhaus eingeweiht werden. Benannt wurde das Haus nach dem damaligen Vorsitzenden des Hauptverbandes der gewerblichen Berufsgenossenschaften Deutschlands und Senator Hermann Schramm.
Schwerpunkt lag damals in der Rehabilitation von in anderen Krankenhäusern vorbehandelter Patienten. Daneben bestanden noch Abteilungen für chirurgische Korrekturbehandlung nach unbefriedigender Versorgungen in anderen Krankenhäusern, Versorgung sowie die primäre chirurgische Versorgung nach Unfällen aus dem näheren Umland. So standen 250 Betten für Chirurgie, Innere Medizin und Neurologie zur Verfügung.
Nach der Ernennung von Alfons Lob 1955 zum Chefarzt, änderte sich der Schwerpunkt der Klinik. So wurden vermehrt Verletzte frühzeitig nach ihrem Unfall übernommen, und in Murnau versorgt. In den folgenden Jahren kamen die Abteilungen für Anästhesie und Orthopädie hinzu, weitere Abteilungen mussten dem neuen Versorgungsspektrum entsprechend ausgebaut werden.
1967 konnte eine nahe Murnau gelegene Naturklinik übernommen werden. In der Außenstation „Hermannswies“ sollten fortan Übungsbehandlungen, für Patienten, welche keine Wundversorgung mehr benötigten, durchgeführt werden.

### 1967–heute
Mit Unterstützung des nach England emigrierten Ludwig Guttmann konnte 1969 Deutschlands erste Spezialabteilung für Rückenmarkverletzte in einem neu errichteten Gebäudeteil eingeweiht werden. Ebenfalls 1969 wurde die Abteilung für Schwerstbrandverletzte sowie die erste Intensivstation eingeweiht.
1975 wurde an der, inzwischen in „Berufsgenossenschaftliche Unfallklinik Murnau“ umbenannten Klinik, die „Erweiterung Ost“ eingeweiht. Hier wurden in den folgenden Jahren die Abteilungen „Hand-, Plastische und Kieferchirurgie“ und Urologie und Neurourologie angesiedelt. Im gleichen Jahr nahm die Berufsfachschule für Krankenpflegehilfe ihre Tätigkeit auf.
Zwischen 1979 und 1987 wurden in mehreren Bauabschnitten neue Bettenhäuser und Funktionsbauten errichtet, sowie das 1953 erbaute, ursprüngliche Klinikgebäude vollständig abgerissen. Im Zuge dessen wurden unter anderem die Intensivstation erweitert, sowie neue Operationssäle errichtet. 1989 nahm die Abteilung für Neurochirurgie ihre Tätigkeit auf.
Bereits 1988 wurde erneut ein Erweiterungsbau beschlossen. So konnte 1993 ein neues Bettenhaus eingeweiht werden, in dem die Abteilung für Rückenmarksverletzte dem größeren Bedarf an Betten gerecht wurde. In dem nun leerstehenden Gebäudeteil konnte im Jahr darauf, nach entsprechenden Umbaumaßnahmen, die seit 1967 bestehende Außenstation „Hermannswies“ eingegliedert werden. Ebenfalls wurde 1994 ein Intensivtransporthubschrauber an der Klinik stationiert.
Ende der 1990er Jahre wurden erneut neue Operationssäle eröffnet, beziehungsweise die alten nach einer Modernisierung wiedereröffnet. Zudem konnte 1998 sowohl Deutschlands damals modernstes Zentrum zur hyperbaren Sauerstofftherapie mit einem intensivmedizinischen Behandlungsplatz sowie ein Blockheizkraftwerk eingeweiht werden.
Zwischen 1999 und 2000 wurden sowohl der Hangar für den Intensivtransporthubschrauber errichtet, als auch die beiden Intensivstation grundlegend erneuert. Zwischen 2003 und 2011 fanden verschiedene Erweiterungsbauten statt. Seit 2007 besteht eine Kooperation mit dem Klinikum Garmisch-Partenkirchen, durch welche die internistische Versorgung der Patienten sichergestellt wird.
2012 nahm die Krankenpflegeschule ihre Tätigkeit auf.
2016 konnte das neue Bettenhaus mit der Erweiterung „Ost“  eingeweiht werden. Damit ist die Bettenzahl auf 580 Betten gestiegen. In Planung sind Erweiterungen für den Operationstrakt. Dafür gibt es jedoch noch keine konkreten Pläne.
Die Klinik wurde im Jahr 2016 in den Konzern „BG Kliniken – Klinikverbund der gesetzlichen Unfallversicherung gGmbH (KUV)“ überführt. Damit ist der Träger jetzt eine Holding in Berlin.

## Organisation

### Versorgungsstufe
Als Krankenhaus mit berufsgenossenschaftlichem Träger wurde die BGU Murnau nicht in die Gruppe der Plankrankenhäuser des Bayerischen Krankenhausbedarfsplans aufgenommen. Aus diesem Grund wurde auch keine Versorgungsstufe zugeteilt.
Laut eigener Aussage deckt die Klinik jedoch in der Unfall- und Wiederherstellungschirurgie Leistungen auf Ebene der höchsten Versorgungsstufe ab.

### Kooperation
Zwischen der Berufsgenossenschaftlichen Unfallklinik Murnau und dem zirka 25 km entfernten Klinikum in Garmisch-Partenkirchen besteht seit 2007 eine umfangreiche fachliche Zusammenarbeit. So besteht am Klinikum Garmisch-Partenkirchen eine Abteilung für „Unfallchirurgie & Sportorthopädie“, welche durch die Unfallklinik Murnau geführt wird, aber auch das durch das Klinikum Garmisch-Partenkirchen geführte „Zentrum für Innere Medizin“ an der Unfallklinik. So können an der Unfallklinik nun auch Leistungen aus dem Bereich der inneren Medizin wie Gastroenterologie, Onkologie und Kardiologie inklusive eines Herzkatheterlabors angeboten werden.
Die Unfallklinik ist Akademisches Lehrkrankenhaus der Technischen Universität München, und der Paracelsus Medizinischen Privatuniversität in Salzburg.
Seit dem Jahr 2002 ist die Geschäftsstelle der Gesellschaft für Tauch- und Überdruckmedizin (GTÜM) der BG-Unfallklinik angegliedert.

## Kliniken und Institute
Kliniken/Institute:
- Chirurgische Bereiche
  - Allgemein und Unfallchirurgie
  - Wirbelsäulenchirurgie
  - Rückenmarkverletzte
  - Septische Chirurgie
  - Unfallchirurgie GAP
  - Gelenkchirurgie
  - Endoprothetik
  - Kinderorthopädie
  - Kiefer- und Gesichtschirurgie
  - Intermediate Care
  - Fußchirurgie
  - Handchirurgie
  - Plastische Chirurgie
- Anästhesie, Intensivmedizin
  - Anästhesiologie
  - Intensivmedizin
  - Schmerzmedizin
  - Druckkammer
- Neurozentrum
  - Neurochirurgie
  - Neurorehabilitation
  - Logopädie
  - Akutneurologie
  - Psychologischer Dienst
- Notfallmedizin
  - Luftrettung
  - Bodengebunden
- Innere Medizin (Durch GAP)
  - Kardiologie
  - Onkologie
  - Gastroenterologie
- Rehabilitation
  - BG-Rehabilitation
  - Rückenmarkverletzte
  - Neurorehabilitation
  - Neurourologie
  - Rehabilitationszentrum
- Radiologie
- Institut für Biomechanik

### Schwerpunkte

#### Wirbelsäulenchirurgie
Die Wirbelsäulenchirurgie behandelt operativ Erkrankungen und Verletzungen, welche ohne neurologische Ausfälle (wie bei einer Querschnittlähmung) einhergehen. Zirka 300 Patienten werden pro Jahr operiert. Neben der Methode der dorsalen Versteifung wurde in Murnau auch die Möglichkeit der ventralen Versteifung entwickelt. Intraoperativ besteht die Möglichkeit einer radiologischen 3D-Bildgebung.

#### Rückenmarkverletzte
Als eine von bundesweit 27 Kliniken mit Spezialabteilungen zur Behandlung von Querschnittgelähmten werden Patienten mit Rückenmarkschädigungen aus dem gesamten süddeutschen Raum, aber auch aus den grenznahen Gebieten der Nachbarländer in die BGU Murnau zur umfassenden querschnittspezifischen Behandlung (Primärversorgung oder Weiterbehandlung) verlegt und meist operativ erstversorgt.
Neben der oft intensivmedizinischen Versorgung zur Stabilisierung der Vitalfunktionen wird in Murnau auch die querschnittspezifische Frühbehandlung durchgeführt.

#### Gelenkchirurgie
Die Abteilung Gelenkchirurgie deckt das Spektrum der rekonstruktiven Gelenkchirurgie und ersetzende Gelenkchirurgie ab. Schwerpunkte sind die Arthroskopische Chirurgie, Sporttraumatologie und Endoprothetik. Die BG Unfallklinik Murnau ist seit 2017 zertifiziertes Endoprothetikzentrum der Maximalversorgung (EPZmax).

## Sonstiges

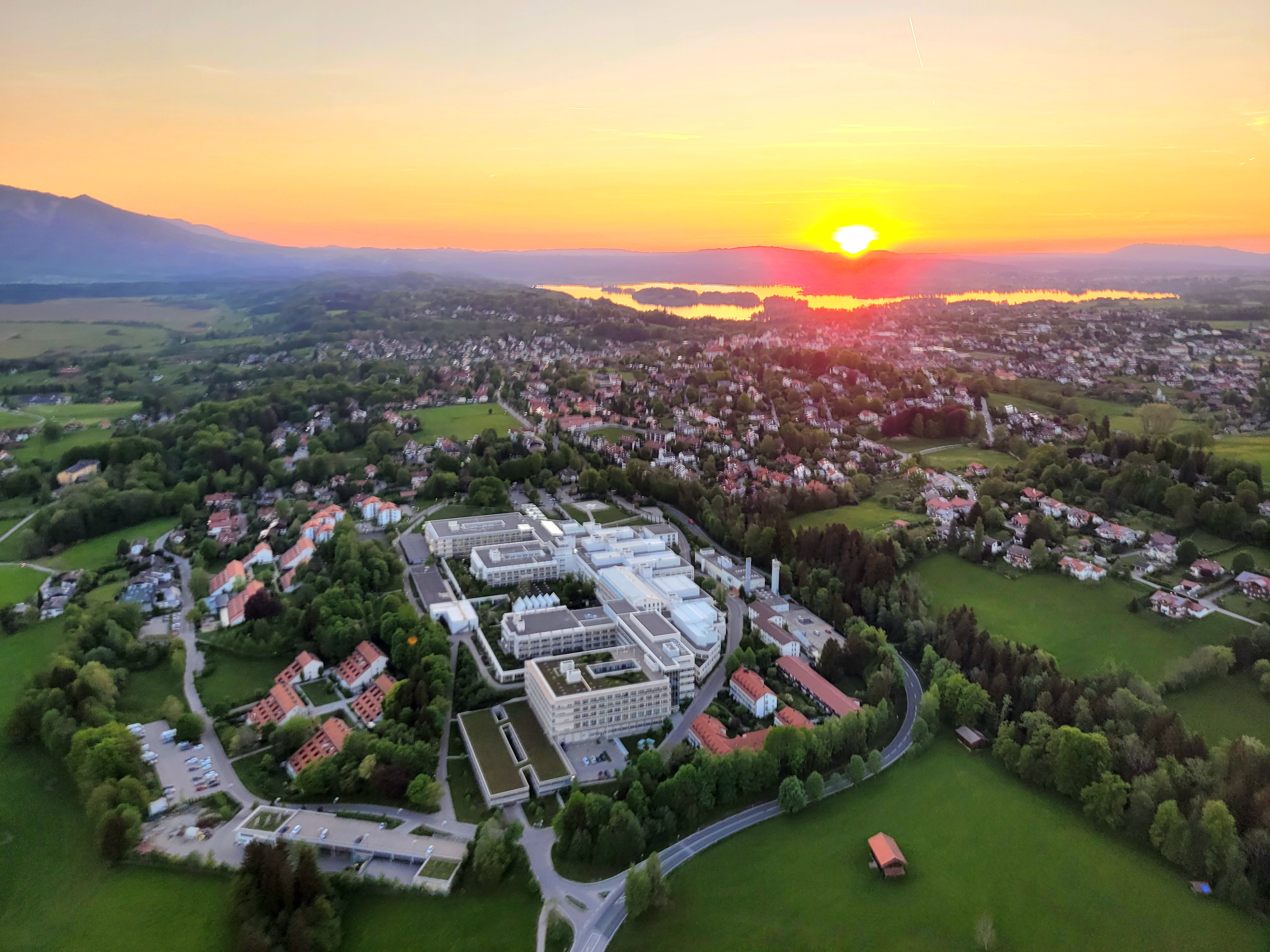
Die BGU Murnau von oben im Sonnenuntergang

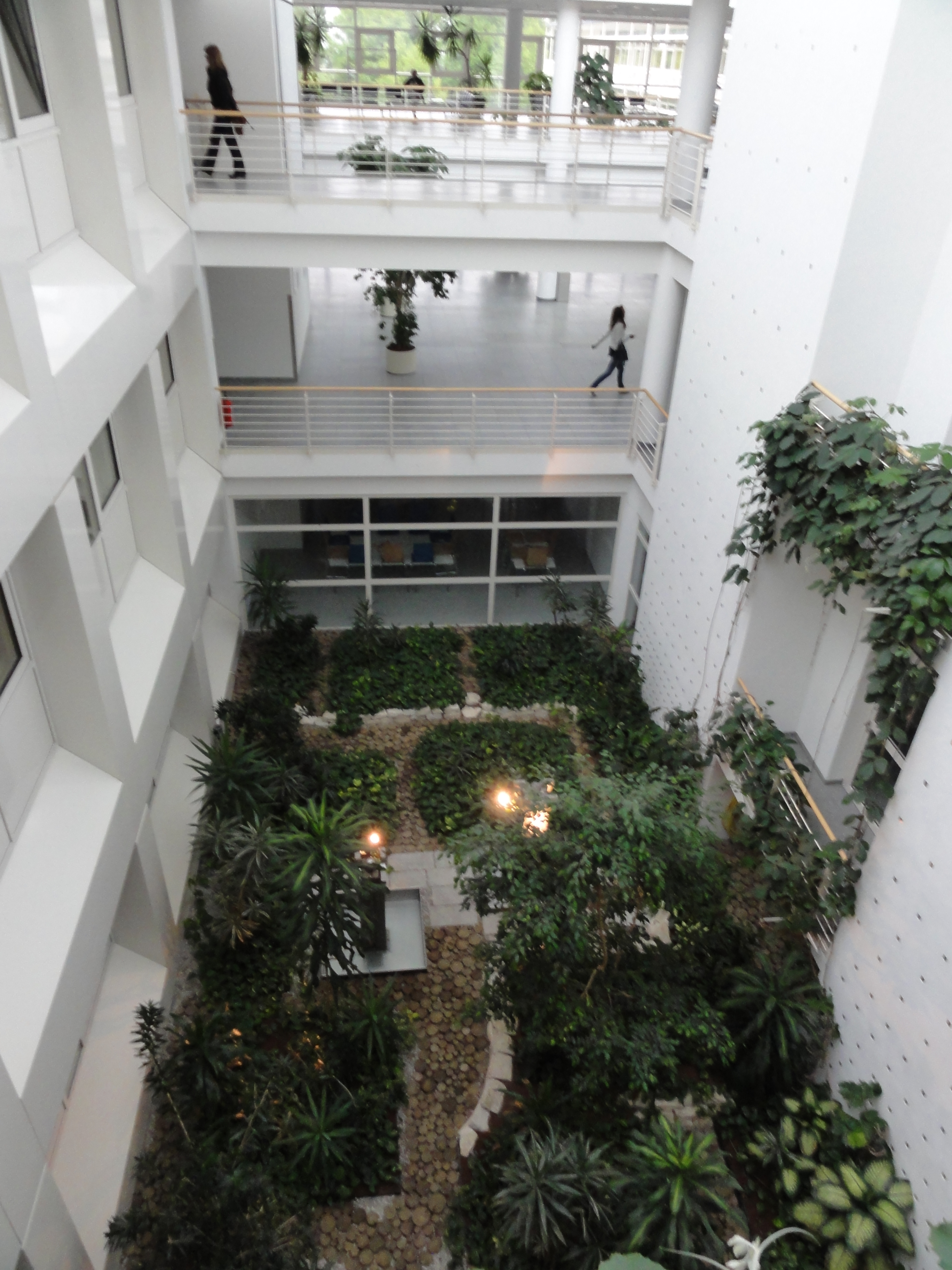
Atrium

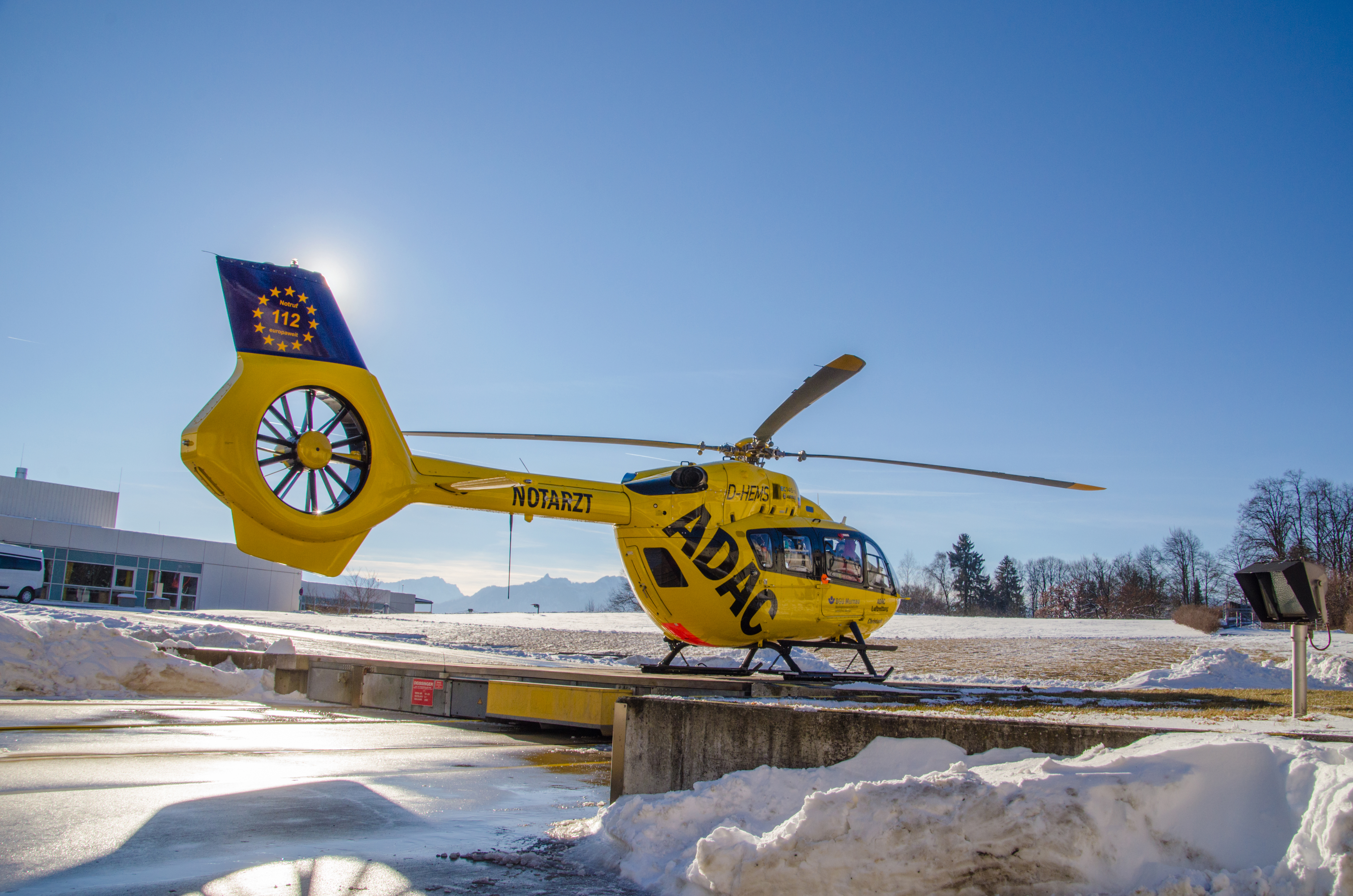
Hubschrauberlandeplatz mit dem Intensivtransporthubschrauber „Christoph Murnau“

Die BG Unfallklinik bietet ein sehr breites Spektrum an Leistungen und hat die Versorgungsstufe IV (Maximalversorgung). Das Krankenhaus ist besonders wegen seiner Leistungen auf dem Gebiet der Unfallchirurgie überregional renommiert. Es werden daneben unter anderem folgende Abteilungen unterhalten: Die Abteilung für Gelenkchirurgie (Arthroskopische Chirurgie, Sporttraumatologie und Endoprothetik), Septische und Wiederherstellungschirurgie, Wirbelsäulen- und Rückenmarkverletzte, das Neurozentrum, das Zentrum für Interdisziplinäre Intensivmedizin mit 43 Behandlungsplätzen, die urologische Abteilung, die Abteilung für Plastische-, Hand- und Rekonstruktive Mikrochirurgie, die Abteilung für Orthopädie, die Abteilung für Anästhesie mit therapeutischem Druckkammer-Zentrum (HBO), die Abteilung für Radiologie mit digitalen Röntgenanlagen, CT (Multislice spiral computer tomography), MRT, die Abteilung für Physikalische Therapie und die Abteilung für Innere Medizin; Zu Letzterem gehört das Zentrallabor mit Mikrobiologie und Blutbank. Insgesamt gibt es über 13 Stationen. Weitere Einrichtungen sind der Psychologische Dienst, der Pflegedienst, die Krankenhausapotheke, das Institut für Biomechanik der BGU und der PMU Salzburg, eine Ärztebibliothek, die Klinikseelsorge, der soziale Dienst, der Besuchsdienst, die Verwaltung, eine Kindertagesstätte und vieles mehr. Auf dem Krankenhausgelände ist seit 1994 der Intensivtransporthubschrauber Christoph Murnau stationiert.
An der Unfallklinik Murnau wurde am 24. Januar 1969 das erste bayerische Querschnittzentrum eröffnet; das Zentrum für Rückenmarkverletzte (RMV) mit zurzeit 100 Betten. Neben der stationären Behandlung und Pflege wird auch eine Ambulanz angeboten.
Seit 2005 besteht eine Kooperationsvereinbarung mit dem Klinikum Garmisch-Partenkirchen. Im Rahmen dieser Kooperation betreibt das Klinikum in der Unfallklinik ein Zentrum für Innere Medizin.
Die BG Unfallklinik Murnau ist eine Einrichtung der gesetzlichen Unfallversicherung. Gesellschafter sind die gewerblichen Berufsgenossenschaften und neun Unfallkassen. Die BG Unfallklinik Murnau gehört zum Klinikverbund der BG Kliniken mit Sitz in Berlin.
Die Krankenhausbetriebsleitung der BG Unfallklinik Murnau besteht aus der Geschäftsführung, der Ärztlichen Direktion, der Pflege Direktion und der Kaufmännischen Direktion. Dieser gehören folgende Personen an:
- Markus Schepp, Vorsitzender der Geschäftsführung
- Dr. med. Irena Schwarzer, Geschäftsführerin
- Fabian Stuby, Ärztlicher Direktor und Chefarzt Unfallchirurgie, Orthopädie und Allgemeinchirurgie
- Doris Maier, Chefärztin und Leiterin des Zentrums für Rückenmarkverletzte
- Christina Sterk, Pflegedirektorin
- Tobias Weber, Kaufmännischer Direktor